# El Prado Pacayal
El Prado Pacayal är en ort i Mexiko.   Den ligger i kommunen Ocosingo och delstaten Chiapas, i den sydöstra delen av landet, 800 km öster om huvudstaden Mexico City. El Prado Pacayal ligger 783 meter över havet och antalet invånare är 788.
Terrängen runt El Prado Pacayal är bergig norrut, men söderut är den kuperad. Runt El Prado Pacayal är det ganska glesbefolkat, med 22 invånare per kvadratkilometer. Närmaste större samhälle är Las Tazas, 10,3 km nordost om El Prado Pacayal. I omgivningarna runt El Prado Pacayal växer i huvudsak städsegrön lövskog.